# Davinópolis (Goiás)
Davinópolis, amtlich portugiesisch Município de Davinópolis, ist eine kleine politische brasilianische Gemeinde im Südosten des Bundesstaates Goiás an der Grenze zum Bundesstaat Minas Gerais. Die Bevölkerung wurde zum 1. Juli 2021 auf 2094 Einwohner geschätzt, die Davinopolinoer genannt werden und auf einer Gemeindefläche von rund 483 km² leben.

## Geographische Lage
Davinópolis grenzt
- von West über Nord bis Ost an Catalão,
- im Südosten an Coromandel und Abadia dos Dourados (beide MG) mit dem Rio Paranaíba als Grenzfluss
- im Südwesten an Ouvidor mit dem Rio São Marcos als Grenzfluss

Das Biom ist brasilianischer Cerrado.

## Geschichte
Die Gemeinde erhielt am 14. November 1963 Stadtrechte und wurde aus Catalão ausgegliedert.

## Kommunalpolitik
Stadtpräfekt (Bürgermeister) ist seit der Kommunalwahl 2020 für die Amtszeit von 2021 bis 2024 Diogo Rosa Nunes von den Podemos.